# WASP-44
WASP-44とは、地球からくじら座の方向に約1,180光年 (360パーセク) 離れた場所に位置するスペクトル分類がG型の恒星で、木星サイズの太陽系外惑星であるWASP-44bが周囲を公転していることが知られている。WASP-44は太陽と比較してわずかに質量が小さく、大きさも小さく、またわずかに低温であるが、金属量は太陽より多い。WASP-44は太陽系外惑星を探索するプロジェクトであるスーパーWASPによって2009年から観測され、WASP-44のスペクトルの測定とドップラー分光法を用いたフォローアップ観測により、太陽系外惑星WASP-44bが発見された。恒星WASP-44と惑星WASP-44bは、WASP-45・WASP-45bおよびWASP-46・WASP-46bとともに、ホット・ジュピターは円軌道をとる傾向があるという考えを検証する科学者チームによって2011年5月17日に発表された。この仮説は、このような惑星の軌道離心率が十分に制約されていない場合に立てられるものである。

## 観測の歴史
WASP-44は、南アフリカ天文台（SAAO）を拠点とするスーパーWASPのWASP-Southによって2009年7月から11月までの間に観測された。この観測により、この恒星の明るさが周期的に減少していることが明らかになった。WASP-Southは、カナリア諸島のロケ・デ・ロス・ムチャーチョス天文台のWASP-Northとともに、15,755の測光による観測データを収集し、科学者がより正確な光度曲線を作成できるようにした。別の一連の観測では、6,000点の測光データセットが得られたが、光度曲線の作成が遅れたため、発見論文では考慮されなかった。

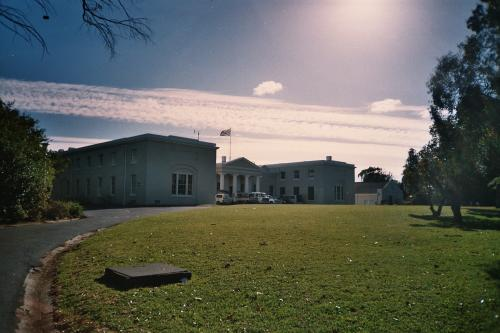
WASP-44が初めて観測されたWASP-Southの拠点である南アフリカ天文台

2010年、ヨーロッパの科学チームがCORALIE分光器を用いてWASP-44を観測し、WASP-44のスペクトルを17個収集した。収集された観測データの分析により、ドップラー分光法により検出された信号が分光連星の混合スペクトルによって生じた可能性は排除され、WASP-44の周囲を公転しているとされる天体は実際にはWASP-44bと命名された惑星であると裏付けられた。
チリのラ・シヤ天文台のレオンハルト・オイラー望遠鏡は、WASP-44の周囲を公転する惑星のフォローアップ観測を行い、惑星が主星の前を通過する箇所を探すために用いられた。その結果、1回の通過が検出された。
WASP-44、WASP-45とWASP-46の周囲を公転している惑星、そして主星のすぐ近くを公転しているホット・ジュピターは別の証拠がない限り、非常に円形に近い軌道を持つという科学者の間での一般的な仮定の妥当性を探る議論は、2011年5月17日に王立天文学会によって発表された発見論文で報告された。この論文は、2011年5月16日に王立天文学会月報に提出されていた。

## 特徴
| 太陽 | WASP-44   |
| ---- | --------- |
| 太陽 | Exoplanet |

WASP-44は、くじら座にあるG型の恒星（太陽と同じタイプの恒星）である。WASP-44の質量は太陽の0.951倍、半径は太陽の0.927倍である。WASP-44の有効温度は 5410 K （太陽よりも低い）である。ただし、WASP-44は太陽と比較して重元素の割合が高い。測定された金属量は [Fe/H] = 0.06 で、太陽に含まれる鉄の量の1.148倍である。WASP-44の彩層（最外層）はあまり活動していない。また、自転速度は高速ではない。
WASP-44の見かけの等級は12.9であり、地球から肉眼で観測することは不可能である。

## 惑星系
WASP-44は、WASP-44bという名称の1つの太陽系外惑星を持っていることが知られている。WASP-44bはホット・ジュピターであり、質量は木星の0.889倍で、半径は太陽の1.14倍である。WASP-44bは地球と太陽の間の平均距離の約3.47%にあたる0.03473 au 主星から離れており、2.4238039日ごとに軌道を一周する。軌道傾斜角は86.02ºである。軌道離心率は0.036で、これはWASP-44bの軌道がほぼ円軌道であることを示している。発見されていない未知の惑星を探索するためのトランジットタイミング変化法による観測では特に成果を得られなかった。
| 名称 （恒星に近い順） | 質量                  | 軌道長半径 （天文単位）  | 公転周期 (日) | 軌道離心率         | 軌道傾斜角        | 半径                  |
| --------------------- | --------------------- | ------------------------ | ------------- | ------------------ | ----------------- | --------------------- |
| b                     | 0.860+0.072 −0.068 MJ | 0.03474+0.00040 −0.00043 | 2.4238133(23) | 0.039+0.047 −0.028 | 85.98+0.39 −0.35° | 1.127+0.035 −0.034 RJ |